# Фалькович, Марк Самуилович
Марк Самуилович Фалькович (13 декабря 1920, Гомель, РСФСР, СССР — 6 марта 2015, Москва, Россия) —  советский и российский юрист, специалист в области арбитражной системы, профессор Российской академии правосудия, заслуженный юрист РСФСР.

## Биография
В 1942 г. окончил Казанский юридический институт. Участник Великой Отечественной войны.
В 1947—1991 гг. — работал в Государственном арбитраже СССР. С 1992 г. работал в управлении анализа и обобщения судебной практики Высшего Арбитражного Суда РФ. До 2005 г. — главный консультант Высшего Арбитражного Суда РФ.
Специалист по арбитражному процессу. Кандидат юридических наук. Участвовал в работе над проектами нормативных актов: Правила рассмотрения хозяйственных споров государственными арбитражами; Положение о Государственном арбитраже СССР; Закон о высшем Арбитражном Суде СССР; Арбитражный процессуальный кодекс СССР; Арбитражный процессуальный кодекс РФ; закон об арбитражных судах в РФ; Гражданский процессуальный кодекс РСФСР и др. союзных республик.
Преподавал на юридическом факультете МГУ, читал лекции по арбитражному процессу. Являлся профессором Российской академии правосудия. Автор около 200 работ в юридических и экономических изданиях, БСЭ, а также в Германии и Чехословакии.

## Научные труды
- «Передача имущественных споров на рассмотрение государственного арбитража». М.:Госюриздат, 1961;
- «Экономическая реформа и разрешение хозяйственных споров в арбитраже». М.:Знание, 1970;
- «Арбитраж в СССР». М.:Изд-во ВЮЗИ, 1970-71, М.:Юридическая литература, 1981 (главы);
- «Предъявление иска в государственный арбитраж». М.:Юридическая литература,1971;
- «Государственная пошлина по арбитражным делам». М.:Финансы, 1973,1979 (в соавторстве);
- «Арбитражный процесс в СССР». М.:Изд-во МГШУ, 1973 (главы);
- «Доарбитражное урегулирование хозяйственных споров». М.:Юридическая литература, 1977 (в соавторстве);
- «Настольная книга хозяйственного руководителя по законодательству». М.:Юридическая литература, 1985, 1989 (главы);
- «Предприятие и безопасность». М.:Агентство научно-техн. инфор. науки, 1991 (главы);
- «Комментарий к Арбитражному процессуальному кодексу РФ». М.:Юридическая литература, 1994, М.:Контракт, 1995, 1997 (главы).

## Награды и звания
Награждён 14 государственными наградами; в том числе Орденом Отечественной войны II степени; медалями «За отвагу», «За победу над Германией», «За взятие Кенигсберга» и другими. Указом Президента РФ присвоен классный чин - Государственный советник юстиции 3 класса.
Заслуженный юрист РСФСР.